# Вичо Иванов
Вичо Димов Иванов (1901-1979), роден в с. Петров дол, е писател, литературен и художествен критик.

## Биография
По време на следването си в Художествената академия (1928-1931) прави литературния си дебют в редактираното от Михаил Арнаудов списание „Българска мисъл“. Член на БКП от 1944 г., директор на Българския културен център във Варшава през 1958-1964. Михаил Арнаудов посвещава книгата си „Какво е за нас Иван Вазов“ (1970) „на Вичо Иванов – приятеля и писателя“. В архива на Арнаудов са запазени редица документи, свидетелстващи за близките му отношения с Вичо Иванов, за разменени „жестове“ и пр. (НА-БАН, ф. 58К, оп. 1, а.е. 236, 604 и др.).

## Галерия
- Читалището в Петров дол носи името на Вичо Иванов
- Мемориална плоча в село Петров дол